# Herb Zawidowa
Herb Zawidowa – jeden z symboli miasta Zawidów w postaci herbu.

## Wygląd i symbolika
Herb przedstawia – na złotym polu niski mur blankowany barwy  ceglastej, na tle którego znajduje się tarcza kształtu gotyckiego, na której – na złotym polu czerwone poroże jelenia z różą przedstawioną w kształcie trójlistnej koniczyny. Nad murem półpostać Michała Archanioła z opaską z krzyżykiem na czole trzymającego w prawej ręce złoty kielich, a w lewej ręce – złoty kwiat lilii.

## Historia
Herb wywodzi się z godła rodziny Bibersteinów, dawnych właścicieli miasta. Herb w obecnym kształcie powstał zapewne pomiędzy rokiem 1534 a 1551, czyli po wprowadzeniu do miasta luteranizmu, lecz jeszcze przed wymarciem rodziny Bibersteinów.